# جينيسي العلمية
تعد شركة جينيسي العلمية موردًا عالميًا لعلوم الحياة، وهي معروفة بدورها الهام في توفير مجموعة واسعة من المنتجات لأسواق أبحاث علوم الحياة الدولية . تمتلك الشركة كتالوجًا متنوعًا يضم آلاف العناصر التي تستهدف شرائح مختلفة من المجتمع العلمي. وتشمل قاعدة عملائها مجموعة واسعة من المؤسسات والصناعات، بما في ذلك شركات الأدوية والتكنولوجيا الحيوية ، ومنظمات البحوث الطبية ، ومرافق البحث والتطوير، والمؤسسات الأكاديمية مثل الجامعات والكليات. بالإضافة إلى ذلك، تخدم جينيسي العلمية مؤسسات التعليم الثانوي والمستشفيات والمختبرات المرجعية ومختبرات مراقبة الجودة/مراقبة العمليات، مما يسلط الضوء على مساهمتها المتكاملة في النظام البيئي العالمي لأبحاث علوم الحياة.

## تاريخ
تأسست شركة جينيسي العلمية على يد كين فراي في عام 1995 كمورد للإمدادات للمختبرات الواقعة على طول شارع جينيسي في المدينة الجامعية، سان دييغو.
واليوم، تخدم شركة جينيسي العلمية مختبرات علوم الحياة في جميع أنحاء الولايات المتحدة وحول العالم.
- 2021 - استحوذت عليها شركة LLR، وهي شركة أسهم خاصة تستثمر في شركات التكنولوجيا والرعاية الصحية.[3]

جينيسي العلمية هي الشركة الرائدة عالميًا في مجال الابتكار والإمداد لمجتمع أبحاث ذبابة الفاكهة (ذبابة الفاكهة). تُستخدم ذبابة الفاكهة على نطاق واسع ككائن حي نموذجي في مجال علم الوراثة.
حصلت شركة جينيسي العلمية على ثلاث براءات اختراع من مكتب براءات الاختراع والعلامات التجارية بالولايات المتحدة عن نظام رفوف قارورة ذبابة الفاكهة الثوري (أرقام براءات الاختراع D673,296 S) ; 8 136 679 ب2 ; و 8,430,251 ب2). يقلل نظام تعبئة قارورة ذبابة الفاكهة هذا بشكل كبير من الوقت الذي تقضيه في ملء القوارير وهو أكثر صداقة للبيئة من أنظمة تعبئة القنينة التقليدية.
- Miller، JA؛ Carmichael، A؛ Ramírez، MJ؛ Spagna، JC (2010). "Phylogeny of entelegyne spiders: Affinities of the family Penestomidae (NEW RANK), generic phylogeny of Eresidae, and asymmetric rates of change in spinning organ evolution (Araneae, Araneoidea, Entelegynae)". Molecular Phylogenetics and Evolution. ج. 55 ع. 3: 786–804. DOI:10.1016/j.ympev.2010.02.021. PMID:20206276.
- Suissa، S؛ Wang، Z؛ Poole، J (مايو 2009). "Ancient mtDNA Genetic Variants Modulate mtDNA Transcription and Replication". PLOS Genetics. ج. 5 ع. 5: e1000474. DOI:10.1371/journal.pgen.1000474. PMC:2673036. PMID:19424428.{{استشهاد بدورية محكمة}}:  صيانة الاستشهاد: دوي مجاني غير معلم (link)
- Díaz-Castillo، C؛ Xia، XQ؛ Ranz، JM (2012). "Evaluation of the Role of Functional Constraints on the Integrity of an Ultraconserved Region in the Genus Drosophila". PLOS Genetics. ج. 8 ع. 2: e1002475. DOI:10.1371/journal.pgen.1002475. PMC:3271063. PMID:22319453.{{استشهاد بدورية محكمة}}:  صيانة الاستشهاد: دوي مجاني غير معلم (link)
- Goda، T؛ Mirowska، K؛ Currie، J؛ Kim، MH (2011). "Adult Circadian Behavior in Drosophila Requires Developmental Expression of cycle, But Not period". PLOS Genetics. ج. 7 ع. 7: e1002167. DOI:10.1371/journal.pgen.1002167. PMC:3131292. PMID:21750685.{{استشهاد بدورية محكمة}}:  صيانة الاستشهاد: دوي مجاني غير معلم (link)
- Burd، CE؛ Jeck، WR؛ Liu، Y؛ Sanoff، HK (2010). "Expression of Linear and Novel Circular Forms of an INK4/ARF-Associated Non-Coding RNA Correlates with Atherosclerosis Risk". PLOS Genetics. ج. 6 ع. 12: e1001233. DOI:10.1371/journal.pgen.1001233. PMC:2996334. PMID:21151960.{{استشهاد بدورية محكمة}}:  صيانة الاستشهاد: دوي مجاني غير معلم (link)
- http://www4.ncsu.edu/~jmalonso/Alonso-Stepanova_Plant_DNA_96.html
- http://www.jove.com/video/2641/isolation-of-drosophila-melanogaster-testes
- http://www4.ncsu.edu/~jmalonso/Alonso-Stepanova_Plant_DNA_1.html
- https://web.archive.org/web/20160303225004/http://cda.currentprotocols.com/WileyCDA/CPUnit/refId-cb0418.html
- http://www.jove.com/video/3786/endurance-training-protocol-and-longitudinal-performance-assays-for-drosophila-melanogaster
- http://www.jove.com/video/2541/a-simple-way-to-measure-ethanol-sensitivity-in-flies